# Il viaggio indimenticabile
Il viaggio indimenticabile (No Highway in the Sky, noto anche come No Highway) è un film del 1951 diretto da Henry Koster, con protagonisti James Stewart e Marlene Dietrich.

## Trama
L'ingegnere Theodore Honey è uno scienziato aeronautico che lavora al Royal Aircraft Establishment di Farnborough, massimo esperto di materiali per la costruzione di aerei. Da quando è rimasto vedovo, si è rinchiuso in se stesso gettandosi sul lavoro o al massimo dedicandosi alla figlia dodicenne, Elspeth, appassionata di scienze anche lei.
Abita a Londra quando viene chiamato ad indagare sull'incidente che ha fatto precipitare nel Labrador, in Canada, un moderno aereo da trasporto passeggeri Rutland Reindeer. Studiando casi passati e i materiali, Honey è convinto che siano le vibrazioni a cui è sottoposta la coda a far cedere la struttura e stabilisce il termine critico in 1440 ore di volo. Recandosi sul luogo dell'ultimo disastro scopre che anche questo velivolo era arrivato alle fatidiche 1440 ore e infatti l'impennaggio di coda aveva ceduto.
Dato che nessuno gli crede, decide di tornare a Londra per ulteriori esami e si imbarca su un volo di linea. Quando, ormai in volo, Honey scopre che l'aereo ha quasi 1440 ore di volo e viaggia a 18.000 piedi di altezza sull'Atlantico, ritiene opportuno allertare l'equipaggio. Neanche stavolta viene preso sul serio, anche perché è la prima volta che si trova a viaggiare in aereo, fatto che rende ancora più evidente il suo carattere ansioso: dal suo modo di fare, Honey pare uno squilibrato alla maggior parte dei passeggeri.
Monica Teasdale, una diva che si trova sullo stesso volo, e l'hostess Marjorie finiranno dopo il primo scetticismo per credere alle teorie di Honey, convinte dalla sua sincerità e dalla sicurezza con cui espone ed argomenta le sue teorie. Entrambe, ciascuna a modo suo, cercheranno di aiutarlo. Per sicurezza, l'aereo fa uno scalo di emergenza; l'esame alle strutture della coda non fa trasparire nessun danno e, per impedire il proseguimento del pericoloso viaggio, Honey si vede costretto a sabotare il velivolo.
Lo scetticismo dell'azienda produttrice aumenta dopo i risultati di un test che contraddicono le teorie di Honey. Questi cade così in discredito e rischia di esser considerato pazzo o di doversi accollare le pesanti conseguenze giuridiche del suo operato. Dopo il rimpatrio di Monica, emerge una dimenticanza commessa da Honey durante i calcoli; l'errore viene corretto, per cui alla fine il test dà complessivamente ragione allo scienziato che viene così pienamente riabilitato. Nel frattempo è peraltro chiaro che si sposerà con Marjorie.

## Produzione

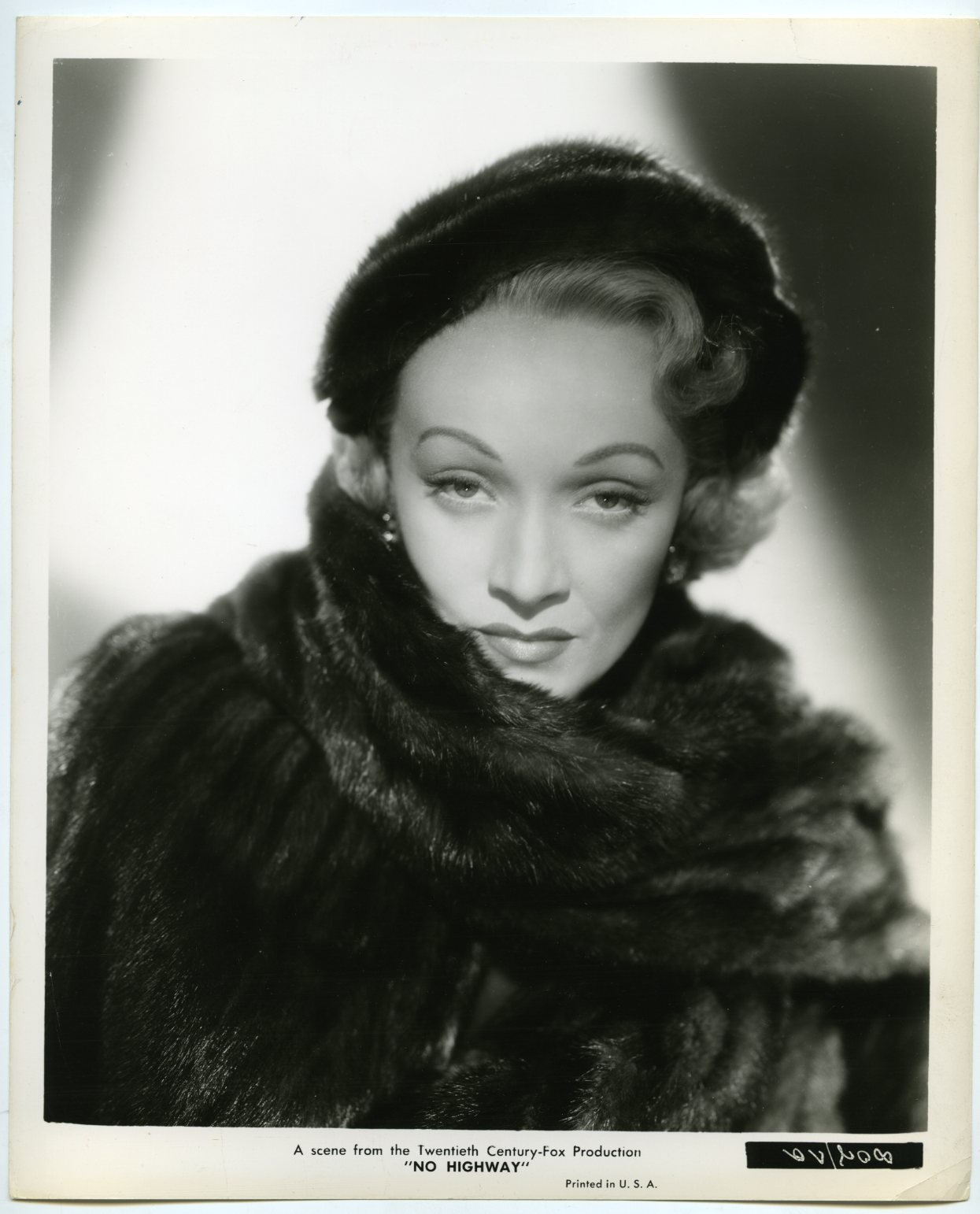
La Dietrich in una foto di scena

La sceneggiatura è scritta da R.C. Sherrif, Oscar Millard e Alec Coppel, che si sono succeduti nei rispettivi ruoli. È tratta dal romanzo No Highway scritto da Nevil Shute.
Questo film britannico precedette di poco il disastro accaduto a due aerei passeggeri DH.106 Comet prodotti dalla de Havilland Aircraft Company avvenuti qualche tempo dopo l'uscita della pellicola nelle sale; si tratta peraltro di uno dei primi film che tratta la, seppure potenziale, tematica dei disastri aerei. Per la realizzazione del film fu realizzato un simulacro in scala reale del velivolo Reindeer, e in alcune sequenze fu possibile vedere in azione il prototipo del Gloster E.1/44 a Boscombe Down.
Nel 1952 ne fu tratta una versione radiofonica con dialoghi tra Marlene Dietrich e James Stewart.

### Periodici
- Nico Sgarlato, Un viaggio indimenticabile. La sceneggiatura profetica di un film con James Stewart, in Aerei nella Storia, n. 83, Parma, West Ward Edizioni, aprile-maggio 2012,  p. 33.